# Cleistes nana
Cleistes nana är en orkidéart som först beskrevs av Rudolf Schlechter, och fick sitt nu gällande namn av Rudolf Schlechter. Cleistes nana ingår i släktet Cleistes, och familjen orkidéer. Inga underarter finns listade i Catalogue of Life.